# هری بیتس (بازیکن فوتبال)
هری بیتس (انگلیسی: Harry Bates؛ زادهٔ ژوئیه ۱۸۹۰) بازیکن فوتبال اهل بریتانیا است.
از باشگاه‌هایی که در آن بازی کرده‌است می‌توان به باشگاه فوتبال کاونتری سیتی، باشگاه فوتبال والسال، و باشگاه فوتبال بیرمنگام سیتی اشاره کرد.